# 蒙塔纳索伦巴多
蒙塔纳索伦巴多（義大利語：Montanaso Lombardo），是意大利洛迪省的一个市镇。总面积9平方公里，人口2167人，人口密度240.8人/平方公里（2009年）。ISTAT代码为098040。